# جشنواره بین‌المللی فیلم صوفیه

لوگوی جشنواره

جشنواره بین‌المللی فیلم صوفیه (انگلیسی: Sofia International Film Festival) رویدادی است سینمایی در بلغارستان که از جشنواره‌های مهم فیلم در اروپا به‌شمار می‌رود و هر ساله در ماه مارس برگزار می‌شود.